# Guncati, Knić
Guncati (izvirno srbsko Гунцати) je naselje v Srbiji, ki upravno spada pod Občino Knić; slednja pa je del Šumadijskega upravnega okraja.

## Demografija
V naselju živi 793 polnoletnih prebivalcev, pri čemer je njihova povprečna starost 46,8 let (45,4 pri moških in 48,2 pri ženskah). Naselje ima 309 gospodinjstev, pri čemer je povprečno število članov na gospodinjstvo 3,05.
To naselje je, glede na rezultate popisa iz leta 2002, večinoma srbsko.
|  |

| Demografija | Demografija     | Demografija     |
| Leto        | Št. prebivalcev | Št. prebivalcev |
| ----------- | --------------- | --------------- |
|             |                 |                 |
|             |                 |                 |
|             |                 |                 |
|             |                 |                 |
| 1948        | 2051            |                 |
| 1953        | 1869            |                 |
| 1961        | 1670            |                 |
| 1971        | 1522            |                 |
| 1981        | 1336            |                 |
| 1991        | 1144            | 1043            |
| 2002        | 1003            | 943             |
|             |                 |                 |

| Etnična sestava po popisu iz leta 2002 | Etnična sestava po popisu iz leta 2002 | Etnična sestava po popisu iz leta 2002 | Etnična sestava po popisu iz leta 2002 | Etnična sestava po popisu iz leta 2002 |
| -------------------------------------- | -------------------------------------- | -------------------------------------- | -------------------------------------- | -------------------------------------- |
| Srbi                                   | Srbi                                   |                                        | 932                                    | 98,83%                                 |
| Črnogorci                              | Črnogorci                              |                                        | 3                                      | 0,31%                                  |
| Romi                                   | Romi                                   |                                        | 1                                      | 0,10%                                  |
| Neznano                                | Neznano                                |                                        | 7                                      | 0,74%                                  |